# Avenue B and C
Avenue B and C è un census-designated place (CDP) degli Stati Uniti d'America della contea di Yuma nello Stato dell'Arizona. La popolazione era di 4 176 persone al censimento del 2010.

## Geografia fisica
Secondo lo United States Census Bureau, ha un'area totale di 1,92 km².

## Società

### Evoluzione demografica
Secondo il censimento del 2010, c'erano 4,176 persone.

### Etnie e minoranze straniere
Secondo il censimento del 2010, la composizione etnica del CDP era formata dal 63,86% di bianchi, lo 0,91% di afroamericani, il 2,49% di nativi americani, lo 0,34% di asiatici, lo 0,29% di oceanici, il 28,93% di altre razze, e il 3,18% di due o più etnie. Ispanici o latinos di qualunque razza erano il 74,71% della popolazione.